# Whovian

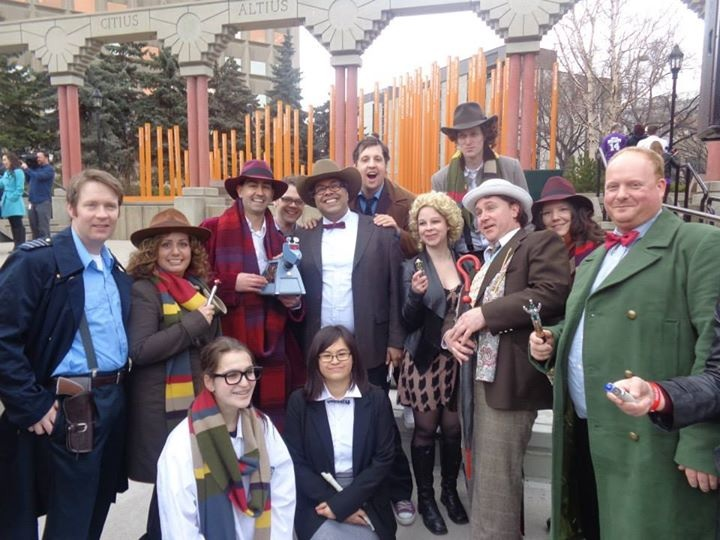
Whoviani v kostýmech ze seriálu

Whovian je anglické pojmenování (často používané americkým tiskem) pro vytrvalé fanoušky britského seriálu Doctor Who (Pán času).
Toto označení vzniklo v 80. letech, kdy americký fanklub seriálu (Dwifca) založil Whovian Times jako internetový zdroj informací. Nejprve s portálem spolupracovali převážně fanoušci z Británie a USA, postupně se však začali přidávat lidé z ostatních koutů světa. Poprvé (kromě Whovian Times) se název „Whovian“ objevil v roce 1988, v 19. vydání časopisu Carrot Comics. 
Whovian by se dal definovat jako člověk, který v každé situaci hledá spojitost se seriálem a na co může, odpovídá hláškami jeho postav.